# Ronald Stedman
Ronald Edwin „Ron“ Stedman (* 3. Juni 1927 in Beckenham, Kent; † 16. Oktober 2022) war ein britischer Schwimmer.

## Leben
Ronald Stedman besuchte die Beckenham and Penge Grammar School. Ab 1946 diente er bei der British Army. 1947 nahm er an den Europameisterschaften in Monte Carlo teil. Bei den Olympischen Sommerspielen 1948 startete Stedman im Wettkampf über 100 m Freistil. Stedman wurde 1948 und 1949 nationaler Meister über 100 Yards Freistil.